# Gällstad och Södra Säms församling
Gällstad och Södra Säms församling var en församling i Göteborgs stift och i Ulricehamns kommun. Församlingen uppgick 2006 i Åsundens församling. 

## Administrativ historik
Församlingen bildades 2002 genom sammanslagning av Gällstads och Södra Säms församlingar. Församlingen var till 2006 moderförsamling i pastoratet Gällstad och Södra Säm, Grönahög, Tvärred, Marbäck och Finnekumla. Församlingen uppgick 2006 i Åsundens församling, som 2010 övergick till Skara stift.

## Kyrkor
- Gällstads och Södra Säms kyrka
- Påbo kapell